# Руденко, Вадим Леонидович
Вади́м Леони́дович Руде́нко (род. 8 декабря 1967, Краснодар) — российский пианист-виртуоз. 

## Биография
Родился 8 декабря 1967 в Краснодаре. На фортепиано стал играть с 4 лет под руководством Нелли Межлумовой. В 7 лет дал первый сольный концерт.
В 1975 году поступил в Центральную музыкальную школу при Московской консерватории в класс А. Д. Артоболевской, где его преподавателями также были В.В. Суханов и Д. А. Башкиров. 
С 1989 по 1996 учился и успешно окончил аспирантуру Московской государственной консерватории имени П.И. Чайковского в классе профессора С. Л. Доренского. Служил в армии.
С 1998 года — солист Московской государственной академической филармонии.
В 14 лет Вадим Руденко стал лауреатом Международного конкурса «Концертино Прага» (1982). Впоследствии многократно занимал призовые места на престижных состязаниях пианистов.

## Творчество
В репертуаре Руденко музыканта произведения Рахманинова, Баха, Моцарта, Шуберта, Шопена, Шумана, Брамса, Чайковского. 
Музыкант играл в крупнейших музыкальных центрах мира, среди них Сантори-холл в Токио, Концертгебау в Амстердаме, «Моцартеум»в Зальцбурге, Геркулес-холл в Мюнхене, Тонхалле в Цюрихе, Зал Гаво и Театр Шатле в Париже, Центр искусств в Сеуле, филармонии Санкт-Петербурга, Берлина, Кёльна и принимал участие в проекте «Времена года» телеканала «Россия – Культура».

### Сотрудничество с дирижерами и другими музыкантами
В списке творческих партнеров пианиста в разные годы были Ю. Темирканов, В. Федосеев, Г. Рождественский, Е. Светланов, В. Синайский, Арнольд Кац, А. Ведерников, Ю. Симонов, Н. Алексеев, Ю. Башмет, М. Плетнёв, П. Коган, Вероника Дударова, Андрей Борейко, Дмитрий Лисс, Николай Алексеев, Михаил Щербаков, Владимир Понькин, Владимир Зива, Ион Марин, Василий Сиренко.
Широкой известностью пользуется дуэт пианиста с Николаем Луганским (музыканты выступают вместе с 1995 года).

### Оркестры
Артист выступает с российскими и зарубежными оркестрами в России, Европе, Америке и Юго-Восточной Азии. Сотрудничал с такими коллективами, как Большой симфонический оркестр имени П.И. Чайковского и Государственный академический симфонический оркестр имени Е.Ф. Светланова, Российский национальный оркестр, Московский государственный академический симфонический оркестр, оркестры Санкт-Петербургской филармонии, Баварского радио, филармонические оркестры Роттердама, Варшавы, Праги и Радио Франции, Симфонический оркестр Парижа, японский NHK. 

### Фестивали
Участник фестивалей в Зальцбурге, Ла-Рок-д’Антероне, Руре, Нанте (Франция), «Каринтийское лето» (Австрия), Ньюпорте (США), фестиваля Иегуди Менухина Гштааде, Летнего фестиваля в Лугано (Швейцария), имени П. И. Чайковского в Воткинске, Варшаве, Рисёре (Норвегия),  «Звезды на Байкале» в Иркутске, «Звезды белых ночей» в Санкт-Петербурге, Crescendo и многих других в России и за рубежом.

## Педагогическая деятельность
Музыкант проводит мастер-классы в Бельгии, Нидерландах, Франции, Бразилии, Японии. 
С 2015 года преподает специальное фортепиано в Центральной музыкальной школе при Московской консерватории .
С 2024 года – директор средней специальной музыкальной школы «Сириус» .

## Дискография
Записал несколько компакт-дисков (сольных и в ансамбле) на фирмах Meldac (Япония), Pavane Records (Бельгия). Записи пианиста не раз получали высокие оценки в музыкальной прессе многих стран мира. 

## Достижения и награды
- 1982 — лауреат Международного конкурса «Концертино Прага»;
- 1991 — лауреат Международного музыкального конкурса имени королевы Елизаветы (Брюссель, Бельгия), VIII премия;
- 1992 — лауреат Международного конкурса пианистов имени Паломы О’Ши (Сантандер, Испания);
- 1993 — лауреат Международного конкурса имени Дж. Б. Виотти (Верчелли, Италия);
- 1994 — лауреат Международного конкурса имени П. И. Чайковского (Москва, Россия), III премия;
- 1998 — лауреат Международного конкурса имени П. И. Чайковского (Москва, Россия), II премия;
- 2005 — лауреат Международного конкурса пианистов имени С. Рихтера (Москва, Россия), IV премия.